# Jens Lurås Oftebro
Jens Lurås Oftebro, född 21 juli 2000, är en norsk utövare av nordisk kombination. Han ingick i det norska lag som blev världsmästare i normalbacke + 4 x 5 km vid världsmästerskapen i nordisk skidsport 2021. Vid samma mästerskap vann Oftebro också individuellt brons i normalbacke + 5 km.